# A Moreninha (telenovela de 1965)
A Moreninha fue una telenovela brasileña exhibida por Rede Globo entre 25 de octubre de 1965 a 10 de diciembre de 1965 en 35 Capítulos, transmitida a las 19h30 p. m., tuvo como protagonista Marília Péra e Cláudio Marzo.

## Trama
Carolina (Marília Péra) una dulce joven que vive en la isla de Paquetá, tenía muchos amigos y pretendientes, pero su único amor es el de la niñez, Augusto, (Claudio Marzo), aunque no podía imaginar que uno de los huéspedes es precisamente Augusto que se enamora por la muchacha pero no recuerda a la Niña.

## Elenco
- Marília Péra - Carolina
- Cláudio Marzo - Augusto
- Claúdia Martins - Nazaré
- Emiliano Queiroz - Fabrício
- Gracindo Junior - Felipe

## Remake
En 1975 se crea una remake exhibida por la Rede Globo, con el mismo título A Moreninha y protagonizada por Nívea Maria y Marco Nanini.